# مارجوري سيمبسون (شخصية كرتونية)
مارجوري «مارج» سيمبسون (ني بوفير) هي شخصية كرتونية للمسلسل الأمريكي الهزلي عائلة سيمبسون وهي جزء من عائلة سيمبسون.
كان أدى صوتها جولي كافنر وأول ظهور لها على شاشة التلفزيون في تريسي اولمان بالعرض الصغير «ليلة سعيدة» في 19 أبريل عام 1987. تم تصميم وإنشاء مارج على يد رسام الكاريكاتير مات غرينينغ عندما كان ينتظر في بهو مكتب جيمس بروكس. تم استدعاء غرينينغ لعمل سلسلة من القصص الصغيرة عن الحياة في الجحيم ولكنه بدلا من ذلك قرر ان يخلق الشخصيات. وسمى هذه الشخصية تيمنا بأسم والدته. بعد ظهوره في عرض تريسي اولمان لمدة ثلاثة مواسم تلقت عائلة سيمبسون سلسلتها الخاصة على قناة فوكس التي تم إصدارها يوم 17 ديسمبر عام 1989.
مارج هي نظام أمومي جيد للغاية وصبورة جدا في عائلة سيمبسون. لديها ثلاثة أطفال مع زوجها هومر هم بارت، ليسا وماجي. مارج هي القوة الملزمة بعائلتها وغالبا مايكون صوتها عالي أثناء التصرفات الغريبة التي تقوم بها العائلة من أجل أن تحافظ على النظام بالعائلة. هي غالبا بورتريه للأم النمطية على التلفزيون وغالبا ما تكون ضمن قوائم كبار الامهات عالتلفزيون. ظهرت في وسائل إعلام أخرى متعلقة بعائلة سيمبسون بما في ذلك ألعاب الفيديو، أل سيمبسون (فيلم)، إعلانات تجارية، والكتب المصورة وألهمت خط كامل من البضائع. تسريحة شعر مارج المميزة الزرقاء مستوحى من عرائس فيلم «عروسة فرانكشتاين» والنمط التي إرتدته مارجريت غرينينغ عام 1960. جولي كافنر التي كانت عضوة بالفريق الأصلي لعرض ترايسي اولمان، طُلب منها أن تمثل صوت مارج حيث لن تكون هناك الحاجة للمزيد من الجهات الفاعلة للصوت. وقد فازت كافنر بالعديد من الجوائز لتمثيلها صوت مارج، بما في ذلك جائزة إيمي لأفضل أداء للمواهب الصوتية في عام 1992. ورُشح لها أيضا جائزة آني لأفضل أداء صوتي لتميزها في أدائها في الرسوم المتحركة بفيلم عائلة سيمبسون. في عام 2000، جنبا إلى جنب مع بقية عائلتها، حصلت مارج على نجمة على ممر الشهرة في هوليوود.

## دورها في عائلة سيمبسون
تستخدم عائلة سيمبسون زمن غير محدد حيث الشخصيات ليس لها عمر جسدي محدد، وعلى هذا النحو من المفترض العرض بشكل عام يتم تحديده في العام الحالي. في عدة حلقات تم ربط الأحداث بفترات زمنية محددة، وعلى الرغم من هذا يتناقض الجدول الزمني في الحلقات اللاحقة. مارج سيمبسون هي زوجة هومر وأم لبارت وليسا وماجي سيمبسون. تمت تربيتها من قبل والديها جاكلين وكلانسي بوفير. لديها أختان الغير مرحين باتي وسلمى، وكلاهما لا يتفقا مع هومر جهرا. في حلقة «بينما كنا في الطريق» (الموسم الثاني لمسلسل عائلة سيمبسون عام 1991) تم الكشف عبر الاسترجاع الفني أن مارج درست بمدرسة سبرينج فايلد الثانوية وإلتقت بهومر في السنة الأخيرة. في البداية كانت قلقة من هومر ولكنها وافقت على الذهاب إلى حفلة التخرج برفقته على الرغم من أنها كانت ستذهب مع ارتي زيف. مع ذلك شعرت بالندم للذهاب مع ارتي والانتهاء بالذهاب مع هومر. بعدما كان الاثنان يتواعدان لعدة سنوات، اكتشفت مارج أنها حامل ببارت، وتزوجا في زفاف صغير بكنيسة عبر حدود الدولة. ووُلد بارت بعدها بفترة قصيرة، وقام الزوجان بشراء بيتهم الأول. الحلقة «إنها المشاهدة رقم 90» (بالموسم 19 عام 2008)يتناقض كثيرا عن أساس القصة، على سبيل المثال قد تبين أن هومر ومارج ليس لديهم أطفال في بدايات التسعينات على الرغم من أن الحلقات الماضية أشارت إلى ولادة بارت وليسا في الثمانينات. ومع شخصيات عائلة سيمبسون الكثيرة، تم تغيير عمر مارج لكي يتناسب مع القصة. في حلقات الموسم الأول (عام 1990) «الحياة في فاست لين» و «بعض الامسيات المسحورة»، كان يُقال أن مارج عمرها 34. وفي حلقة «مراقبة مارجي» (الموسم 17 عام 2006) ذكر هومر بأن مارج في نفس عمره، وهذا يعني أنها ممكن أن تكون مابين 36 و 40 سنة. كانت مارج غير موظفة في معظم المواسم، وأختارت أن تكون ربة منزل وأن تهتم بعائلتها. ومع ذلك شغلت عدة وظائف بحلقة واحدة في سياق هذه المواسم. وتشمل هذه الوظائف: عملها كفني نووي بجانب زوجها هومر بمحطة الطاقة النووية بسبرينغ فايلد بحلقة «مارج تحصل على وظيفة» (الموسم الرابع عام 1992)، بيع المنازل بحلقة «عضة حقيقية» (الموسم التاسع عام 1997)، امتلاك مشروعها الخاص في المخبوزات بحلقة «عالم مارج الملتوي» (الموسم الثامن عام 1997)، وعملت في مخبز مثير بحلقة «الجنس، الفطائر والأبله» (الموسم 20 عام 2008). بينما لم تغضب مارج يوما عن كونها ربة منزل، إلا أنها تشعر بالملل. في حلقة «الإتصال بسبرينغ فايلد» (الموسم السادس عام 1995)، قررت مارج انها تريد المزيد من الإثارة في حياتها وأصبحت ضابط بوليسي، وفي نهاية الحلقة أصبحت منزعجة من الفساد في القوة واستقالت.

## الشخصية

### الإنشاء

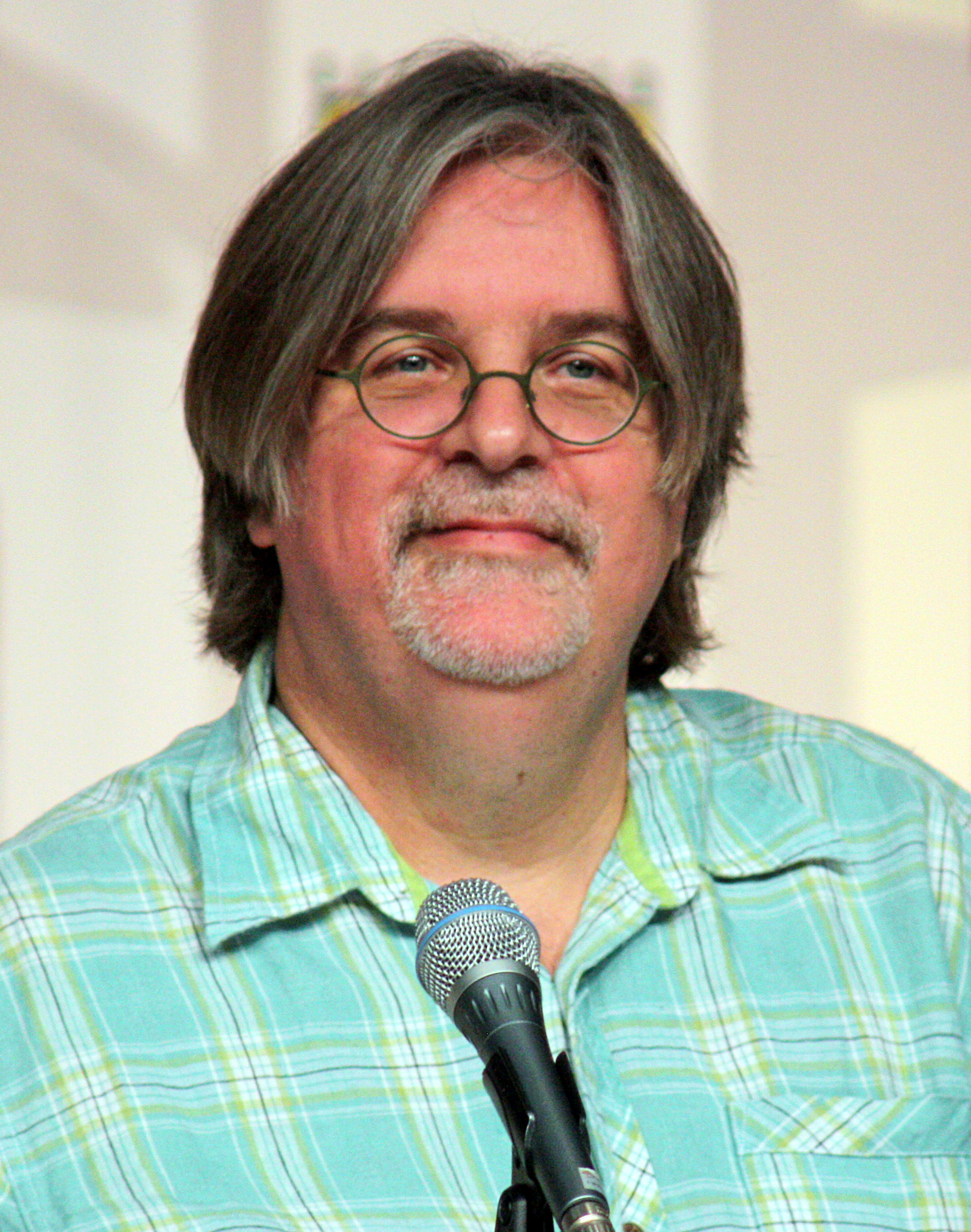
ابتكر مات غرينينغ شخصية مارج بينما كان ينتظر في بهو مكتب السيد جيمس بروكس

تصور مات غرينينغ مارج وبقية عائلة سيمبسون عام 1986 في بهو مكتب السيد جيمس بروكس. تم استدعاء غرينينغ لعمل سلسلة من القصص الصغيرة عن الحياة في الجحيم بعرض تريسي اولمان وكان ينوي أن يقدم مخيلة لحياته في الجحيم بطريقة فكاهية. عندما أدرك أن تصوير الحياة في الجحيم سوف يتطلب منه أن يلغي حقوق النشر، قرر غرينينغ الذهاب في إتجاه آخر وعلى عجلة من أمره رسم نسخة لعائلة مختلة وقام بتسمية افرادها على أسماء بعض من أفراد عائلته. سُميت مارج على اسم والدته مارجريت «مارج غرينينغ»، وقال إنها تحمل القليل من التشابه في الطباع معلقا:«إنه من الغريب حقا أن يراك أحد وأنت شخصية كرتونية». استُلهمت تسريحة شعر مارج من العروس المسماة بعروسة فرانكشتاين، والنمط الذي كانت عليه مارجريت غرينينغ في الستينات لم يكن شعرها لونه أزرق.
ظهرت مارج لأول مرة مع بقية عائلة سيمبسون في عرض تريسي اولمان القصار «ليلة سعيدة». في عام 1989 تم تغيير القصار إلى عائلة سيمسبون وتم بثه كمسلسل لمدة نصف ساعة على قناة فوكس. وظلت مارج وعائلة سيمبسون الشخصيات الرئيسية في هذا العرض الجديد.
يعتقد مات غرينينغ أن الحلقات التي تضم مارج هي من أصعب الحلقات في الكتابة. يعتقد بيل أوكلي أن الكتاب «الصغار» هم الذين يتم إعطائهم الحلقات التي تضم مارج لأنه هو وشريكه في الكتابة جوش اينشتاين تم إعطائهم العديد من كتابة هذه الحلقات خلال أول موسم لهم. خلال الموسم الثالث للعرض، ركز معظم الكتاب على بارت وهومر، لذلك قرر ديفيد ستيرن أن يكتب حلقة عن مارج والتي أصبحت «هومر وحيدا» (الموسم الثالث عام 1992). وشعر ديفيد ستيرن أنه من الممكن أن يحقق عمق أكبر للكوميديا في حلقة حيث مارج تصاب بأنهيار عصبي، ووافق جيمس بروكس على هذا بسرعة.

### التصميم
تم تصميم عائلة سيمبسون كلها بحيث يمكن التعرف عليها بصورة خيالية. ورُسمت العائلة بشكل قبيح جدا لان غرينينغ قدم الرسم الأساسي لرسامي الرسوم المتحركة معتمدا على أنهم سوف يقوموا بتعديلها وبدلا من ذلك قاموا بزيادة الأمر سوءا. لرسم مارج، قام فناني الرسوم المتحركة عموما بالبدء بدائرة بنفس الطريقة التي رُسم بها ليسا وماجي. وتم رسم العيون بعد ذلك، مع واحدة تقريبا في وسط الدائرة، والأخر من جهة الامام ناحية الرأس، وبعد ذلك تم رسم الأنف والشفة. ثم بعد ذلك الشعر على هيئة أنبوب طويل يخرج من الدائرة. الفكرة الأصلية التي قام بها فنانوا الرسوم المتحركة عندما كانت مارج تمشي وسط المداخل وشعرها سوف ينخفض عندما تمر عبر تلك المداخل ويظهر واضحا مرة أخرى بعد الباب، سوف يتحرك ذهابا وايابا وهذا لم يستعمل قط.

### الصوت

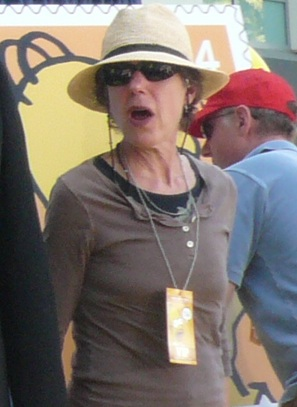
جولي كافنر

لعبت دور صوت مارج جولي كافنر، التي قامت أيضا بتمثيل صوت أم مارج (جاكلين) بالإضافة إلى الأختين سلمى وباتي. كافنر كانت عضوة في طاقم العمل لعرض ترايسي اولمان. تم الاحتياج إلى الأصوات من أجل القصار، لذلك قرر المنتجين أن يطلبوا من كافنر وزميلها بفريق العمل دان كاستلانيتا لكي يؤدوا أصوات مارج وهومر بدلا من توظيف ممثلين جدد. جزء من عقد كافنر يقول: أنها لن تقوم أبدا بعمل فيديو لترويج عائلة سيمبسون، وأنها نادرا ما ستؤدي صوت مارج أمام العامة لأنها تعتقد أن هذا يحطم الخيال. يشعر الناس بأنهم أشخاص حقيقيون. وتأخذ كافنر جلسات التسجيل على محمل الجد وتقول أن التسجيل الصوتي محدود بقليل عن التمثيل الحي. وليس لدي أي شيء أفعله بخصوص حركة شخصيتي. صوت مارج الخشن مختلف قليلا عن كافنر التي لديها صوت أكثر نعومة. والتي تقول أن ذلك يرجع إلى وجود نتوءات با الأحبال الصوتية. بينما كانت مارج هي شخصيتها المشهورة ولكنها أحبت باتي وسلمى لأنهم شخصيات ظريفة وحزينة في نفس الوقت. في فيلم عائلة سيمبسون، في بعض المشاهد مثل تسجيل مارج شريط فيديو لهومر، كانت تسجله أكثر من مرة مما يترك كافنر متعبة جدا. حتى عام 1998 كان يُدفع لكافنر مبلغ 30 ألف دولار للحلقة الواحدة. وخلال النزاع على الأجور عام 1998، هددت شبكة فوكس التلفزيونية أن تحل 6 ممثلين أصوات رئيسية محلهم ممثلين أُخر والبدأ بالأستعدادات لتجهيز أصوات جديدة. وتم حل القضية بعد شهر، وربحت كافنر 200 ألف دولار في الحلقة الواحدة. في عام 2008 بعد مفاوضات لتحديد الراتب، تلقى ممثلي الصوت حوالي 400 ألف دولار بالحلقة الواحدة. بعد ثلاث سنوات هددت فوكس بإلغاء السلسلة بأكلمها إذا لم يتم خفض تكاليف الإنتاج، ووافقت كافنر وبعض أعضاء الفريق على الحصول على 30% من نسبة الإنتاج لكي يكون نصيبهم في الحلقة الواحدة أكثر من 300 ألف دولار.

### الشخصية
مارج عموما هي الشخصية النمطية الهزلية للأم، وتلعب أيضا دور الزوجة التي تعاني طويلا التي تضطر إلى التعامل مع تصرفات أولادها وزوجها الغريبة. في حين أنها تأخذ مشاكل العائلة بروح الدعابة في حلقة (هومر وحيدا) "الموسم الثالث عام 1992" إلا أنها بسبب عبء العمل والضغط الناتج عنه حدث لها انهيار عصبي. بعد قضاء بعض الوقت في "Rancho Relaxo" تكيفت العائلة بالكاد مع غيابها، وعند عودتها منتعشة وعدها الجميع بأن يساعدوها في أغلب الأحيان. غالبا ما تقدم مارج آراء أساسية لهومر وكان زواجهما هش في كثير من الأحيان. تعترف مارج بأنها قد سئمت من هذا الزواج وتترك هومر وتهجره في البيت في عدة مناسبات. واحدة من أولى الحلقات إلى تصور هذا "أسرار الزواج الناجح" (الموسم الخامس عام 1994) حيث يبدأ هومر حيث يبدأ بتعليم فئة من الكبار حول أسرار الزواج الناجح. كان في البداية غير ناجح ولكن لكي يكسب اهتمام الفصل بدأ الإفصاح عن بعض أسرار الأسرة والكثير منها يتعلق بمارج. وعندما اكتشفت مارج ذلك غضبت من هومر وقات بطرده خارج المنزل. في اليوم التالى كان هومر متسخ وثيابه رثة ويتوسل لمارج أن تعيده مرة أخرى قائلا بأن الشيء الوحيد الذي يمكن أن يقدمه لها أنه لايوجد أحد كامل وكامل الثقة بنفسه. في البداية لم ترى مارج في ذلك أية فائدة ولكن في النهاية إعترفت أنه قام فعلا بتغيير فتاة تشعر بالحاجة. وأصبحت الحلقات التي تصور المشاكل الزوجية أكثر تواترا في المواسم الأخيرة من العرض. رغم ذلك كله ظلت مارج وفية لهومر رغم المغريات عكس ذلك، مثل واحدة في "الحياة في فاست لين" (الموسم الأول عام 1990) عندما قاومت الفرنسي الساحر جاك واختارت ان تكون مع هومر بدلا منه. مارج هي التي ترعى وتفهم وتربي بارت ودائما ما تشير إلى بارت بأنه بلا جدوى وتشعر بالإحراج من تصرفاته الغريبة. في حلقة "مارج لاتكون متكبرة" (الموسم السابع عام 1995) شعرت مارج أنها دللت بارت بطريقة زائدة عن الحد وبدأت تبتعد عنه بعد القبض عليه وهو يسرق. في بداية الحلقة يحتج بارت على الدلال الزائد من مارج ولكن عندما بدأت في الابتعاد عنه شعر بالذنب وذهب إليها لكي يتصالحا. وعبرت مارج عن تفهمها لرَجُلها الصغير ودافعت عنه في مناسبات عديدة. وقالت مرة "أنا أعلم أن بارت يمكن أن يكون لاشيء ولكني أعرف أيضا مايكون بداخله. عنده شرارة. ولكنها ليست شيئا سيئا وبالطبع تجعله يفعل أشياء سيئة. مارج علاقتها بليسا جيدة ويبدو أنهم دائما متفاهمين. مارج على غرار الكثير من الأمهات جعلت ماجي متعلقة بها كثيرا وكانت تعتمد على مارج. في حلقة "منتصف الليل تاوبوي" (الموسم 19 عام 2007) عينت مارج خبيرا لمساعدة ماجي على ان تكون أكثر استقلالية. وتصبح ماجي مستقلة ولا تحتاج إلى مساعدة مارج. مارج تبدأ في افتقاد ماجي، ولكن في نهاية الحلقة تبدأ ماجي أن تفتقد مارج. تحافظ مارج على علاقتها الجيدة بوالدتها جاكلين وأخواتها باتي وسلمى، على الرغم من أنهم لا يحبون هومر. إحترمت مارج انتقاداتهم، ولكن أحيانا تفقد صبرها معهم وأشارت إليهم ذات مرة بأنهم "غيلان". نادرا ما يشار إلى والد مارج "كلانسي" في المسلسل وظهر في حلقتين فقط يتحدث قليلا. لقد ظهر في حلقة "الخوف من الطيران" (الموسم السادس عام 1994) أن "كلانسي" والد مارج قد أخبرها بأنه كان طيار، ولكن في الواقع كان مضيف (طيران)، واكتشفت مارج ذلك وزاد عندها الخوف من الطيران. في حلقة "جازي والقطط" (الموسم 18 عام 2006)ذكر هومر أنهم في مرة قد حضروا جنازته.
تعتقد مارج أن لها أخلاقيات أعلى من الشخصيات الأخرى، في مرة حافظت على القيم الأسرية ضد العنف الموجود بكرتون إتشي وسكراتشي. وكانت عضوة بارزة في لجنة «النظافة الأخلاقية». غالبا ما تفور صوت العقل للمدينة كلها، ولكن العديد من سكان المدينة يشعرون بالإحباط أو يحتقروها بسبب فشلها المتكرر للتعرف أو التفاعل بشكل صحيح حول انتهاكات الأعراف الاجتماعية. مارج هي العضو الوحيد في العائلة التي تشجع أو تجبرهم على الحضور في الكنيسة.في حلقة «هومر الزنديق» (الموسم الرابع عام 1992)يبدأ هومر تخطي الكنيسة وتقول مارج له «لا تجلعني أختار مابين الكنيسة وبين زوجي، لأنك فقط لايمكنك الفوز». في بعض الحلقات بعد ذلك يبدو موقف مارج النمطي يؤثر على علاقتها مع ابنتها، ليزا، وهي أنثوية. في حلقة «ليسا المشككة» (الموسم التاسع عام 1997) تم اكتشاف هيكل عظمي لملاك، وشكت ليسا بهذا كثيرا. وتعترض ليسا على الناس الذين يصدقون بأنه ملاك، وتخبرها مارج بأنها أيضا تصدق بأنه ملاك. وتخبر ليسا «يجب أن يكون هناك أكثر من حياة غير التي نعيشها، ويحتاج الجميع إلى الاعتقاد في شيء ما». على الرغم من مواقفها الأخلاقية القابلة للنقاش للغاية، مارج تناضل مع الرذائل، مثل إدمان القمار. بينما تعلمت مارج التعامل مع هذا الإدمان، لم يختف تماما وستصبح المشكلة الأساسية التي ستظل موجودة بالعرض. سياسيا، مارج تنسجم عموما مع الحزب الديمقراطي، بعد أن دعمت ترشيح المحافظ المتقدم لولايتها ماري بيلي، والتصويت لجيمي كارتر في الانتخابات الرئاسية.

## الجوائز

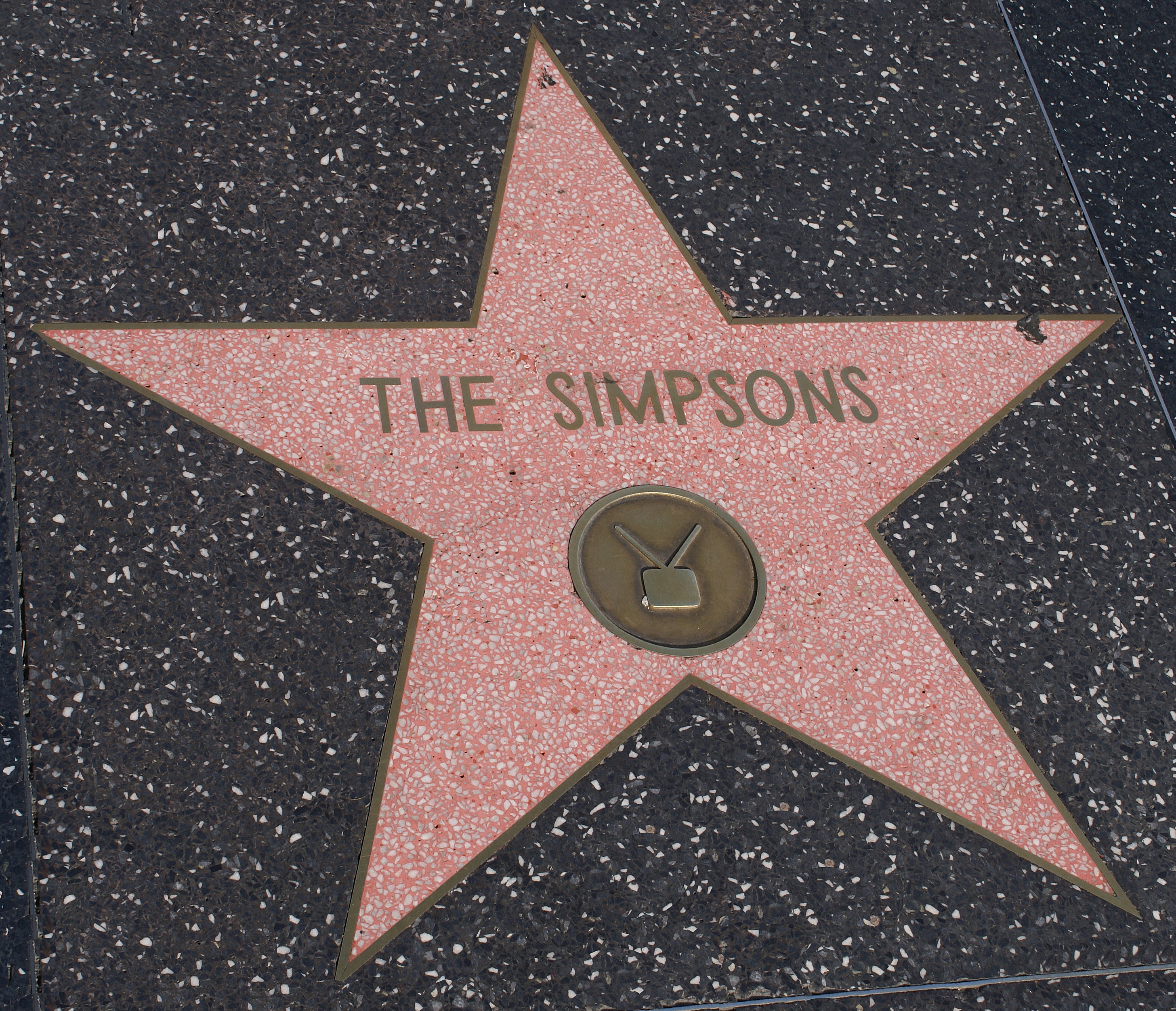
في عام 2000 تم إعطاء مارج نجمة على ممشى المشاهير بهوليوود مع باقي العائلة

في حفل جوائز إيمي الرابع والأربعون، تلقت كافنر جائزة إيمي لأفضل أداء صوتي لتأديتها صوت مارج في حلقة الموسم الثالث «أنا تزوجت مارج». في عام 2004 فازت كافنر ودان كاستلانيتا (الذي أدى صوت هومر) على جائزة الفنان الصغير من أجل المسلسل التلفزيوني «أبي وأمي المشهورين». عن دورها في فيلم عائلة سيمبسون، تم ترشيح كافنر لأفضل صوت بوكالة الرسوم المتحركة بحفل توزيع جوائز آني 2007، لكنها خسرت أمام إيان هولم عن دوره بفيلم خلطة بيطة بالصلصة. حصلت كافنر على مراجعات إيجابية بسبب أدائها العاطفي بالفيلم وقال أحد النقاد«لقد أعطت أفضل أداء صادق على الإطلاق.» تم ترشيح حلقات مختلفة تميزت فيها مارج لجوائز إيمي لأفضل برنامج كرتوني مثل حلقة «الطريق الذي لم نكن فيه» عام 2004 و«الحياة بفاست لين» عام التي فازت بالجائزة عام 1990. في عام 2000 تم مكافئة مارج وبقية أفراد أسرة سيمبسون بنجمة على ممشى المشاهير في هوليوود الذي يقع في هوليوود بوليفارد 7021. وقد صنفت مارج في قوائم أفضل أمهات التلفزيون طوال الوقت في مراتب عالية. واحتلت المرتبة الأولى على لائحة مجلة انترتينمنت ويكلي في 1994؛ الأولى على قائمة فوكس نيوز عام 2005، الثامنة بقناة سيتي نيوز عام 2008، وأُدرجت في قائمة تايم من «أفضل 10 أمهات على الإطلاق». في استطلاع عام 2004 بالمملكة المتحدة، سُميت مارج بالأم الأكثر احتراما من قبل المشاركين. كتب الكاتب الديني كينيث بريغز «مارج هي مرشحتى للقداسة... إنها تعيش بالعالم الواقعي، وقالت أنها تعيش الأزمات وتعيش مع الناس السيئين، إنها تسامح وتحتفظ بأخطائها لنفسها، إنها شخص متسامح ومحب جدا وهي بالتأكيد مقدسة».

## التأثير الثقافي
في 1 أكتوبر، 1990 تضمنت طبعة من بيبول مقابلة مع آنذاك السيدة الأولى للولايات المتحدة باربرا بوش. تضمنت المقالة المقطع التالي " أنها تحب الفيديوهات المنزلية الأمركية الأكثر تسلية لكنها لاتزال في حيرة بعد مشاهدة مقاطع من مسلسل عائلة سيمبسون. "لقد كان أغبى شيء رأيته منذ أي وقت مضى". كما تقول " ولكنه شيء عائلي، وأعتقد أنه نظيف". قرر الكتاب الرد عن طريق إرسال بريد إلكتروني خاص مهذب في 28 سبتمبر لبوش حيث تظاهروا بأنه مارج سيمبسون. يوم 9 أكتوبر، بعثت بوش الرد: " من أنتي لكي تكتبي، أنا سعيدة لأنك حدثت عقلك.. أنا بحماقة لا أعرف إن كان لديك واحد.. أنا أبحث عن صورة لك.. مطبوعة على كوب من البلاستيك.. بشعرك الأزرق المليء بالطيور الوردية التي تدور حولك. من الواضح لك ولعائلتك الخاصة ليسا، هومر، بارت وماجي أنهم يخيمون بالهواء الطلق، إنه مشهد عائلي لطيف. بوضوح كنتي مثالا جيدا لباقي البلاد. أرجو أن تغفري للسان سائب."
في عام 2002 كان من المخطط أن يتم عرض معارضي سياتل لمشروع القطار الكهربائي في حلقة «مارج ضد المونوريال» أثناء حفلة الاحتجاج. تبع ذلك شكاوى وأرسلت فوكس للقرن العشرين رسالة إلى منظمي الحدث أمرا أن الحلقة لن تظهر بسبب قوانين النشر.
في عام 2004، ظهرت مارج على القناة 4 في المملكة المتحدة من أجل رسالة عيد الميلاد البديلة، والتي تبث سنويا في الوقت نفسه عند الملكة إليزابيث الثانية عندما تقول رسالة عيد الميلاد. في 9 أبريل 2009، كشفت دائرة بريد الولايات المتحدة سلسلة من خمسة طوابع فئة 44 سنت تضم مارج وأربعة أعضاء آخرين من عائلة سيمبسون. فهي الأحرف الأولى من المسلسل التلفزيوني ليكون هذا اعتراف بهم بينما العرض لا يزال في الإنتاج. الطوابع تم تصميمها بواسطة مات غرينينغ والتي أصبحت متاحة للشراء في 7 مايو عام 2009.

## الترويج
تم تصوير مارج في كثير من البضائع ذات الصلة بعائلة سيمبسون بما في ذلك التي شيرت وقبعات البيسبول، ملصقات، الورق المقوى، مغناطيس الثلاجة، وحمالة مفاتيح، ازرار، الدمى والتماثيل. ظهرت في جميع ألعاب فيديو سيمبسون، بما في ذلك لعبة عائلة سيمبسون التي صدرت عام 2007. بجانب المسلسل التلفزيوني، تظهر مارج بكاريكاتير قضايا عائلة سيمبسون.التي نُشرت لأول مرة في 29 نوفمبر عام 1993، ويتم اصدارها شهريا. تلعب مارج أيضا دورا في ركوب عائلة سمبسون، أطلقت في عام 2008 في يونيفرسال ستوديوز فلوريدا وهوليوود.ظهرت مارج في إعلان لتصفيف الشعر لدوف، حيث تم تغيير تسريحة شعرها المعتادة لتسريحة أكثر عصرية لسلسة من الإعلانات تضم عدة نساء من الرسوم المتحركة المشهورين. في أكتوبر 2009، تم الإعلان أن مارج سوف تظهر على الغلاف الأمامي لمجلة بلاي بوي لتصبح أول شخصية كرتونية تظهر على غلاف مجلة.صدرت الطبعة الأولى في 16 أكتوبر 2009. إنتشر الغلاف وصورة من ثلاث صفحات وكذلك قصة بعنوان «الشيطان داخل مارج سيمبسون» للاحتفال بالذكرى العشرين لعائلة سيمبسون، لكن هو أيضا جزء من خطة لمناشدة القراء الأصغر سنا. وقال الرئيس التنفيذي لشركة بلاي بوي، سكوت فلاندرز، قال أن الغلاف ونجوم البورنو كانت بمثابة ضربة قوية مثل صورة دارين ستيرن التي كانت مصدر إلهام في أكتوبر عام 1971 لمجلة بلاي بوي عام 2009.